# Малосазанский сельсовет
Малосазанский сельсовет — сельское поселение в Свободненском районе Амурской области.
Административный центр — село Малая Сазанка.

## История
2 августа 2005 года в соответствии Законом Амурской области № 31-ОЗ муниципальное образование наделено статусом сельского поселения.
В соответствии с нормативными правовыми актами федеральных органов государственной власти в составе территории Малосазанского сельсовета находится территория закрытого военного городка Свободный-21, но в списке населённых пунктов сельсовета не упоминается.
Законом Амурской области от 13 марта 1997 года № 152-ОЗ «Об образовании поселка Орлиный в Свободненском районе Амурской области» была сделана попытка образовать посёлок Орлиный из закрытого военного городка Свободный-21, но этот закон был отменён в судебном порядке.

## Население
| 2002  | 2010  | 2011  | 2012  | 2013  | 2014  | 2015  |
| ----- | ----- | ----- | ----- | ----- | ----- | ----- |
| 264   | ↗1402 | ↗1403 | ↗1480 | ↘1448 | ↘1422 | ↗1723 |
| 2016  | 2017  | 2018  | 2019  | 2020  | 2021  |       |
| ↗1805 | ↘1771 | ↗1857 | ↗1889 | ↘1856 | ↘1338 |       |

## Состав сельского поселения
| № | Населённый пункт | Тип населённого пункта       | Население |
| - | ---------------- | ---------------------------- | --------- |
| 1 | Малая Сазанка    | село, административный центр | ↘244      |
| 2 | Орлиный          | поселок                      | ↘1094     |

## Экономика
Основная отрасль в экономике сельсовета — сельское хозяйство, сосредоточенное в селе Малая Сазанка.

## Местный совет
Здание Администрации находится по адресу: 676450, Амурская обл., Свободненский район, село Малая Сазанка, ул. Советская,8, тел. 36-448.